# Comuna de Trzebownisko
Trzebownisko (polaco: Gmina Trzebownisko) é uma gminy (comuna) na Polónia, na voivodia de Subcarpácia e no condado de Rzeszowski. A sede do condado é a cidade de Trzebownisko.
De acordo com os censos de 2004, a comuna tem 18 541 habitantes, com uma densidade 204,8 hab/km².

## Área
Estende-se por uma área de 90,53 km², incluindo:
- área agrícola: 71%
- área florestal: 10%

## Demografia
Dados de 30 de Junho 2004:
|                      | Total   | Total | Mulheres | Mulheres | Homens  | Homens |
| -------------------- | ------- | ----- | -------- | -------- | ------- | ------ |
|                      | pessoas | %     | pessoas  | %        | pessoas | %      |
| População            | 18 541  | 100   | 9559     | 51,6     | 8982    | 48,4   |
| Densidade (pop./km²) | 204,8   | 100   | 105,6    | 105,6    | 99,2    | 99,2   |

De acordo com dados de 2002, o rendimento médio per capita ascendia a 1376,15 zł.

## Subdivisões
- Jasionka, Łąka, Łukawiec, Nowa Wieś, Stobierna, Tajęcina, Terliczka, Trzebownisko, Wólka Podleśna, Zaczernie.

## Comunas vizinhas
- Czarna, Głogów Małopolski, Krasne, Rzeszów, Sokołów Małopolski